# Resolució 222 del Consell de Seguretat de les Nacions Unides
La Resolució 222 del Consell de Seguretat de les Nacions Unides, aprovada per unanimitat el 16 de juny de 1966 després de reafirmar les resolucions anteriors sobre el tema, el Consell va ampliar l'estacionament a Xipre de la Força de les Nacions Unides pel Manteniment de la Pau a Xipre per un període addicional de sis mesos, que ara acaba el 26 de desembre de 1966. El Consell també va convocar les parts directament interessades a seguir actuant amb la màxima restricció i cooperar plenament amb la força de manteniment de la pau.